# Sant Bartomeu de Pins
Sant Bartomeu de Pins és una obra del municipi de Vilopriu (Baix Empordà) inclosa en l'Inventari del Patrimoni Arquitectònic de Catalunya.

## Descripció
La capella de Sant Bartomeu està situada en un extrem del petit nucli de Pins. És un edifici senzill d'una sola nau, amb absis poligonal i coberta de teula a dues vessants.
La façana mostra la porta d'accés, rectangular, i més amunt, centrada, una obertura circular. El coronament és constituït per un petit campanar de paret d'un sol arc de mig punt i per un acabadament sinuós amb cornisa i dues boles de pedra ornamentals, una a cada angle. Els mur lateral són lleugerament atalussades, i l'absis no presenta cap obertura. el material constructiu és la pedra: filades treballades de forma regular a la façana, carreu grans i ben escairats a la porta i als angles, i paredat da la resta.

## Història
La construcció de l'església de sant Bartomeu se situa en el segle xviii, com es dedueix de l'estructura de l'edifici. Al campanar hi ha una data que, tot i no ser completament llegible (179?), confirma l'existència d'un procés constructiu en aquell segle.